# Marco Coletti
Marco Coletti (San Donà di Piave, 10 marzo 1984) è un allenatore ed ex giocatore italiano di rugby a 15, dal 2020 tecnico delle giovanili del Casale.

## Palmarès
- Coppe Italia: 2
Parma: 2005-06, 2007-08